# Camillo Felgen

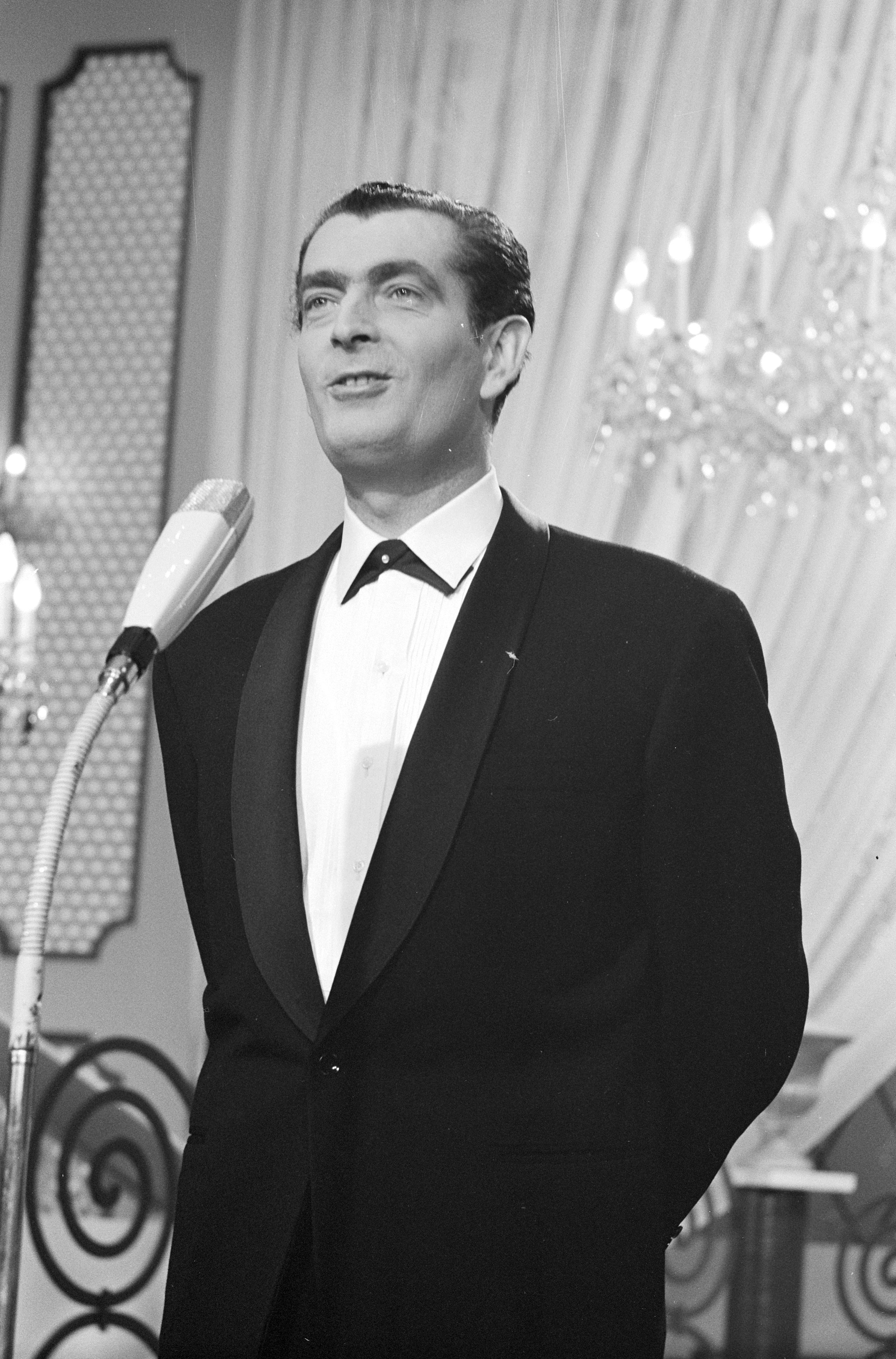
Camillo Felgen, 1962

Camillo Felgen (eigentlich Camille Jean Nicolas Felgen; * 17. November 1920 in Tetingen; † 16. Juli 2005 in Esch an der Alzette) war ein bekannter Luxemburger Sänger, Texter sowie Radio- und Fernsehmoderator.

## Leben
Felgen begann zunächst als Volksschullehrer, war dann Dolmetscher bei den Besatzungstruppen und Reporter bei einer französischsprachigen Zeitung in Luxemburg. Er studierte Schauspiel, Gesang und Oper in Brüssel und Lüttich, wurde dann 1946 von Radio Luxemburg als Chorsänger und französischsprachiger Nachrichtensprecher engagiert. 1949 schloss er sein Schauspiel- und Opernstudium als Bariton ab. 1951 hatte er seinen ersten internationalen Schallplattenerfolg mit dem Titel Bonjour les amis. Dieses Lied wurde die Erkennungsmelodie seines Heimatsenders. 1953 nahm er in Berlin seine erste deutschsprachige Platte Onkel Toms altes Boot auf. Danach nahm er bis 1980 zahlreiche deutschsprachige Singles bei diversen Schallplattenfirmen auf. In den Jahren 1960 und 1962 nahm er für Luxemburg beim Eurovision Song Contest teil. 1960 wurde er in London mit seinem Titel Sou laang wéi s du do bass, gesungen in luxemburgischer Sprache, Letzter. 1962 in Luxemburg erreichte er mit seinem französisch gesungenen Titel Petit Bonhomme den dritten Platz. Zu seinen bekanntesten Liedern in deutscher Sprache gehören Sag warum? nach einer Melodie von Phil Spector. Die Single verkaufte sich 800.000 Mal. Ein weiterer Hit war der Titel Ich hab’ Ehrfurcht vor schneeweißen Haaren (original von Bobbejaan).
1958 wurde er von Radio Luxemburg zum ersten deutschsprachigen Programmleiter berufen. Bekannt wurde er zunächst als Radiomoderator. Zu seinen bekanntesten Sendungen als Chefsprecher gehörten die Hitparade (ab 6. April 1958, bis 1968) und Die Großen Acht (1965–1968). Er gilt als Erfinder des Werbeslogans „Die fröhlichen Wellen von Radio Luxemburg“. Von 1959 an war er maßgeblich an der jährlichen Löwenverleihung von Radio Luxemburg beteiligt, die in Gold, Silber und Bronze u. a. in der Essener Grugahalle an viele deutsche und internationale Künstler dieser Zeit im Rahmen einer großen Show vergeben wurden. 1968 verabschiedete sich Camillo Felgen von seinen Hörern, um frei zu arbeiten. Sein Nachfolger als Chefsprecher wurde Frank Elstner.
Als Texter machte sich Camillo Felgen ebenfalls einen Namen. Unter seinem einzigen Pseudonym Jean Nicolas schrieb er über 2000 Lieder, unter anderem die Texte zu Ich zähle täglich meine Sorgen für Peter Alexander und Schöner fremder Mann für Connie Francis. Er schrieb auch 1964 für die Beatles den Text von Komm gib mir deine Hand (Coverversion ihres Songs I Want to Hold Your Hand) und (mit Montague) Sie liebt dich (She Loves You).
Von 1965 bis 1973 übernahm er für den Westdeutschen Rundfunk die Leitung der Fernsehsendung Spiel ohne Grenzen, die er 125 mal moderierte. Von 1984 bis 1987 war er bei RTL plus als Moderator (Was darf’s denn sein, Da-da-damals) tätig. Später betrieb er mit seiner Frau in Luxemburg und Esch/Alzette Boutiquen für Ball- und Hochzeitskleider.

## Diskografie (Singles)

Label der Single Sag warum, 1959

| A-/B-Seite                                                                       | Musiklabel  | Katalog-Nr. | Veröffentlichung |
| -------------------------------------------------------------------------------- | ----------- | ----------- | ---------------- |
| Laß die dummen Träume / Unser Glück                                              | Electrola   | 20970       | September 1958   |
| Elisabeth / Auch du wirst einmal vergessen                                       | Columbia    | 21020       | Oktober 1958     |
| Armer Piccolino / Come bello capitano                                            | Electrola   | 21134       | April 1959       |
| Hörst du mein heimliches Rufen / Mitternachtslied                                | Electrola   | 21135       | April 1959       |
| Sag warum / Das kleine Märchen                                                   | Electrola   | 21308       | November 1959    |
| Nur ein Schatten / Schreib’ mir mal                                              | Electrola   | 21565       | August 1960      |
| Wie soll das noch weitergehn / Das kann doch nicht wahr sein                     | Polydor     | 24389       | Dezember 1960    |
| Bye Bye / Wenn ein Stern vom Himmel fällt                                        | Telefunken  | 55309       | April 1961       |
| Jim ich trug ein weißes Hemd / Golden Mary                                       | Polydor     | 24631       | Juni 1961        |
| Wanderer ohne Sterne / Dein Zug fährt ab                                         | Electrola   | 21911       | September 1961   |
| Ich hab’ Ehrfurcht vor schneeweißen Haaren / Schaukelstuhl, bleib niemals steh’n | Telefunken  | 55378       | Oktober 1961     |
| Irgendwann erwacht ein neuer Tag / Wenn das Meer nicht so unendlich wär          | Electrola   | 22328       | Februar 1963     |
| Er ist ein Freund von dir / Eine Fahrt zum Meer                                  | Electrola   | 22383       | März 1963        |
| Schwarzer Pierrot / Liebe fragt nicht                                            | Polydor     | 52064       | Juni 1963        |
| Ich hab das Glück bestellt / Bleib bei mir                                       | Electrola   | 22500       | August 1963      |
| Der Wind aus der Heimat / Im Hafen der schlafenden Schiffe                       | Telefunken  | 55508       | November 1963    |
| Dreh’ dich um / Heut’ abend kommt die Liebe                                      | Electrola   | 22660       | März 1964        |
| Perlen, Silber und Gold / Das Glück ist immer unterwegs                          | Electrola   | 22812       | November 1964    |
| Ich frage dich nie mehr / Hoch in den Bergen                                     | Electrola   | 22930       | Mai 1965         |
| Edelweiß / Jede Wolke zieht vorüber                                              | RCA         | 9678        | Dezember 1965    |
| Du darfst dem Sonnenschein nicht böse sein / Mademoiselle Amour                  | Cornet      | 3149        | Januar 1970      |
| Ferne und Einsamkeit / Wunderbar                                                 | Cornet      | 3183        | 1971             |
| Liebe auf den ersten Blick / Wanja                                               | Cornet      | 3221        | 1972             |
| Und dann wird die Sonne wieder scheinen / Die erste Rose                         | BASF/Cornet | 0511344-7   | 1972             |
| Ich hab’ Ehrfurcht vor schneeweißen Haaren / Sag warum                           | BASF        | 06 12199-7  | 1974             |
| Ferne und Einsamkeit / Wunderbar                                                 | Acanta      | 10473       | 1977             |
| Ferne und Einsamkeit / Ich hab' Ehrfurcht vor schneeweißen Haaren                | Bellaphon   | 100-05-026  | Februar 1980     |

## Filmografie
- 1958: Wenn die Conny mit dem Peter
- 1959: Mein Schatz, komm mit ans blaue Meer
- 1960: Das Nachtlokal zum Silbermond
- 1960: Schlager-Raketen
- 1960: Schlagerparade 1960
- 2001: Le club des chômeurs
- 2004: La revanche (Regie: Andy Bausch)
- 2004: Monsieur Warum (Regie: Andy Bausch)
- 2004: René Deltgen – Der sanfte Rebell

## Liedtexte
Als Jean Nicolas
(Auswahl)
- Blue Honeymoon (1964, für Greetje Kauffeld)
- Das macht die Liebe (1961, für Lill-Babs)
- Die Nacht ist mein (1963, für Connie Francis)
- Er ist mein (1966, für Connie Francis)
- Ich zähle täglich meine Sorgen (1961, für Peter Alexander)
- Immer wieder (1963, für Joey Dee & the Starliters)
- Kissin’ Twist (1962, für Jack Hammer)
- Komm, gib mir deine Hand (1964, für The Beatles)
- Nur du ganz allein (1964 für Lesley Gore)
- Schöner fremder Mann (1961, für Connie Francis)
- Sie liebt dich (1964, für The Beatles)
- Valentino (1960, für Angèle Durand bzw. Caterina Valente)
- Ich bin ein Mann (1959, für Ted Herold, deutscher Text)